# Oltos
Oltos (in greco antico: Ὄλτος?, Òltos; fl. 525 a.C. / 500 a.C.) è stato un ceramografo greco antico, originario dell'Attica e attivo ad Atene..
Fondamentale personalità della prima generazione di pittori a figure rosse e insieme ad Epitteto una delle più importanti nella decorazione delle coppe. Al confronto con la superiorità pittorica di Epitteto la qualità di Oltos consiste in una robusta competenza tecnica che gli consente svariate sperimentazioni nella corrispondenza tra forma del vaso e decorazione. Di Oltos ci sono giunte due opere firmate, una coppa conservata a Berlino (Altes Museum F2264) e una a Tarquinia (Museo nazionale di Tarquinia RC6848), entrambe firmate dal ceramista Euxitheos. Frequente è sui vasi dipinti da Oltos l'iscrizione kalos con il nome di Memnos. Oltre alla firma di Euxitheos sono documentate le collaborazioni con Nikosthenes, Tleson, Kachrylion, Hischylos e Pamphaios.

## Coppe

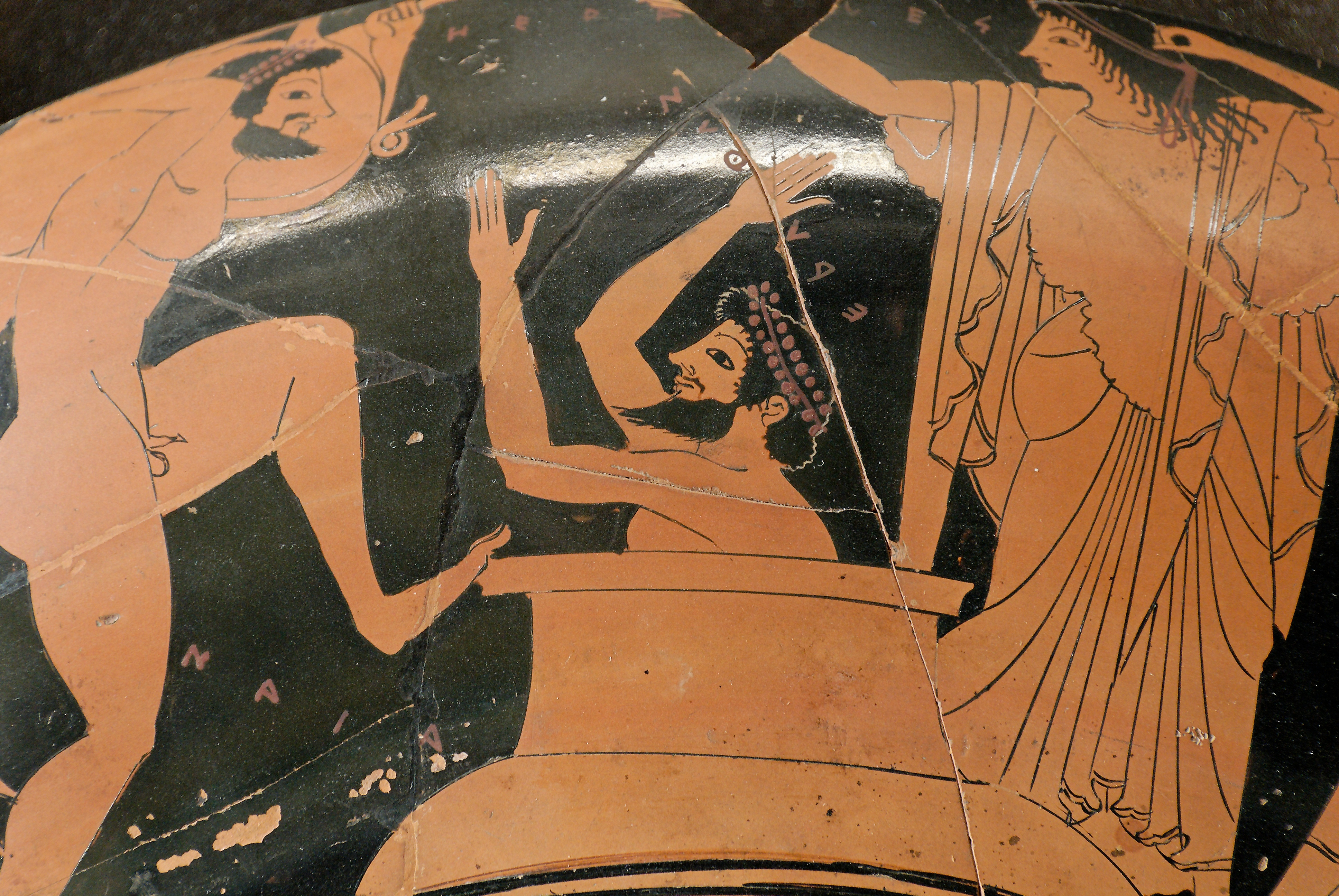
Coppa a figure rosse, Eracle e Euristeo. Parigi, Museo del Louvre G 17.

Ad Oltos si deve lo sviluppo e l'elaborazione della decorazione nel passaggio dalla coppa attica bilingue (con figure rosse all'esterno e figure nere all'interno) molto popolare in questo periodo, alla nuova coppa interamente a figure rosse, generalmente decorata con una singola figura nel tondo interno e con scene figurate che ricoprono interamente le pareti esterne. La forma che assume la kylix in questo periodo, con una diminuita profondità dell'invaso, l'assottigliamento dello stelo e la linea a «S» del profilo continuo, rimarrà sostanzialmente invariata per più di un secolo e le coppe tarde di Oltos rappresentano i primi esempi di questa tipologia. Tra queste vi è la coppa di Tarquinia, di grandi dimensioni, che rappresenta il concilio degli dei e la partenza di Dioniso. Qui lo stile di Oltos dimostra la forte influenza che su di lui esercitava il più giovane Euphronios con il quale sembra essere stato in stretto contatto a partire dalla collaborazione di entrambi con il ceramista Kachrylion, il quale non a caso firma la coppa di Gerione di Euphronios (Monaco di Baviera, Staatliche Antikensammlungen 2620) cui sembra ispirarsi quella di Oltos.
Le affinità di Oltos con Euphronios sono state evidenziate anche tra le figure della coppa del Louvre G 17 e quelle del cratere di Euphronios al Louvre con Eracle e Anteo.

## Vasi grandi

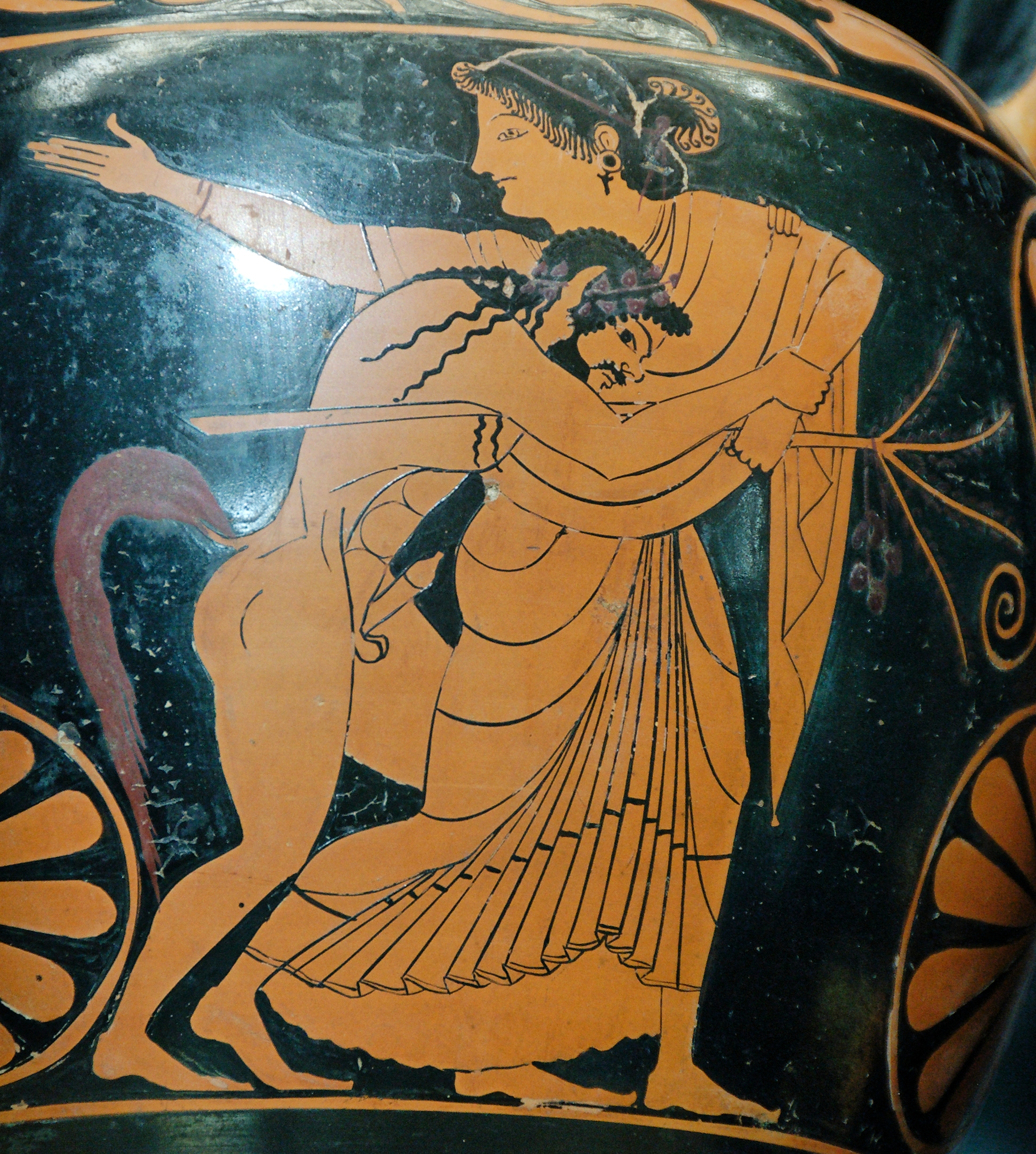
Anfora nicostenica a figure rosse (particolare). Parigi, Museo del Louvre G 2.

Con l'introduzione della tecnica a figure rosse, la figura acquisisce una forma plastica grazie alla quale appare quasi staccata dal fondo verniciato di nero. L'anfora di tipo C al British Museum (E 258) firmata da Euxitheos, presenta una figura isolata su ciascun lato (Achille e Briseide) le quali non poggiano su alcuna base ma vivono in uno spazio formato dal contrasto tra i colori.
Le anfore nicosteniche del Louvre G2 e G3 sono il tentativo di adattare questa forma alla tecnica a figure rosse inserendovi i piccoli campi figurati e gli ornamenti floreali tipici delle sue coppe.
La monumentalità dei contemporanei come Psiax, Phintias e Euthymides, viene sperimentata da Oltos nello stamnos E437 di Londra con Eracle e Acheloo e nell'anfora frammentaria di tipo A a Vienna.